# Sueli Tortura
Sueli Tortura (Ponta Grossa, 1966. augusztus 10. –) brazil nemzetközi női labdarúgó-játékvezető.

## Pályafutása
A CBF Játékvezető Bizottságának (JB) minősítésével a Série C játékvezetője. Küldési gyakorlat szerint rendszeres 4. bírói szolgálatot is végzett.
A Brazil labdarúgó-szövetség JB terjesztette fel nemzetközi játékvezetőnek, a Nemzetközi Labdarúgó-szövetség (FIFA) 2002-től tartotta nyilván női bírói keretében. A FIFA JB központi nyelvei közül az angolt beszéli. Több nemzetek közötti válogatott (Női labdarúgó-világbajnokság), valamint klubmérkőzést vezetett, vagy működő társának 4. bíróként segített. A FIFA JB nyilvántartásában 2007-ben már nem szerepelt.
A 2002-es U19-es női labdarúgó-világbajnokságon a FIFA JB bíróként alkalmazta.
| Időpont             | Helyszín                       | Mérkőzés típusa              | Mérkőzés          | Eredmény | Nézők száma |
| ------------------- | ------------------------------ | ---------------------------- | ----------------- | -------- | ----------- |
| 2002. augusztus 20. | Commonwealth Stadion, Edmonton | csoportmérkőzés (A. csoport) | Dánia–Nigéria     | 2 – 1    | 7000        |
| 2002. augusztus 25. | Commonwealth Stadion, Edmonton | egyik negyeddöntő            | Japán–Németország | 1 – 2    | 5000        |

A  2003-as női labdarúgó-világbajnokságon a FIFA JB játékvezetőként foglalkoztatta. Világbajnokságon vezetett mérkőzéseinek száma: 2.
| Időpont              | Helyszín                        | Mérkőzés típusa              | Mérkőzés                     | Eredmény | Nézők száma |
| -------------------- | ------------------------------- | ---------------------------- | ---------------------------- | -------- | ----------- |
| 2003. szeptember 24. | Columbus Crew Stadion, Columbus | csoportmérkőzés (C. csoport) | Németország–Japán            | 3 – 0    | 15 529      |
| 2003. szeptember 28. | Columbus Crew Stadion, Columbus | csoportmérkőzés (A. csoport) | Észak-Korea–Egyesült Államok | 0 – 3    | 22 828      |